# Orsonwelles othello
Orsonwelles othello – gatunek pająka z rodziny osnuwikowatych. Występuje endemicznie na Hawajach. 

## Taksonomia
Gatunek ten opisany został po raz pierwszy w 2002 roku przez Gustava Hormigę na łamach „Invertebrate Systematics”. Jako miejsce typowe wskazano obszar chroniony Kamakou Preserve. Materiał typowy zdeponowano w Narodowym Muzeum Historii Naturalnej. Epitet gatunkowy pochodzi od filmu Otello w reżyserii Orsona Wellesa.

## Morfologia
Samce osiągają od 8,37 do 9,92 mm długości ciała, z czego od 4,34 do 5,08 mm przypada na karapaks. Samice osiągają od 9,23 do 13,14 mm długości ciała, z czego od 4,09 do 5,89 mm przypada na karapaks. Karapaks jest ciemnobrązowy lub szary z jasną przepaską podłużną. Wysokość nadustka wynosi 2,2-krotność średnicy oczu przednio-środkowych u samicy i 2,9-krotność ich średnicy u samca. Duże i masywne szczękoczułki mają od 10 do 11 zębów na krawędzi przedniej oraz od 7 do 8 zębów na krawędzi tylnej. Sternum jest brązowawe z przyciemnionymi brzegami. Jego kształt jest dłuższy niż szeroki z przedłużeniem między biodrami ostatniej pary. Podłużnie jajowata w zarysie opistosoma ma ubarwienie ciemnobrązowe lub szare z nielicznymi kropkami w częściach przednio-bocznych oraz jaśniejszymi znakami. Stożeczek jest duży, mięsisty i porośnięty szczecinkami.
Nogogłaszczki samca mają trzy trichobotria prolateralne i cztery retrolateralne na goleni. Wyróżniają się widocznym od strony grzbietowej głębokim, zakrzywionym wcięciem na apofizie terminalnej, położonym pomiędzy spiczastym wyrostkiem wierzchołkowym i tępym wyrostkiem nasadowym. Samica ma epigynum o wypukłej w widoku brzusznym krawędzi ogonowej. Spermateki są małe i kuliste w kształcie.

## Występowanie i ekologia
Gatunek ten występuje endemicznie na wyspie Molokaʻi w archipelagu Hawajów. Ograniczony jest w swym zasięgu do zachodniego skraju występujących na wyspie gór. Spotykany był na rzędnych od 845 do 1260 m n.p.m. Zasiedla naturalne lasy mezofityczne oraz wtórne lasy zdominowane przez Eucalyptus robusta. Pojedynczego osobnika znaleziono też w lesie wilgotniejszym, zasiedlanym przez O. macbeth. Sympatryczność tych gatunków jest jednak mało prawdopodobna.